# KFX AESA

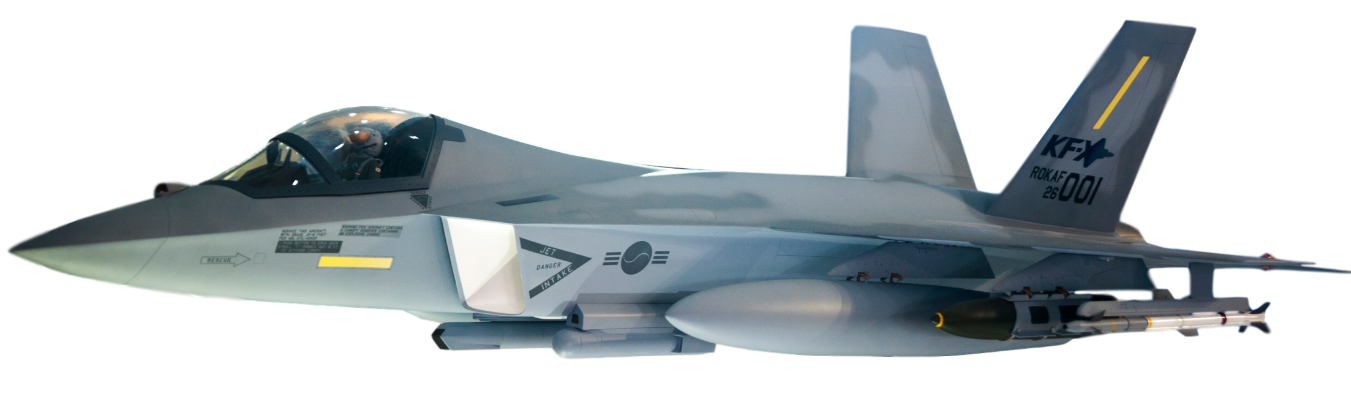
KFX AESA는 한국이 최초로 만드는 전투기용 AESA 레이더다.

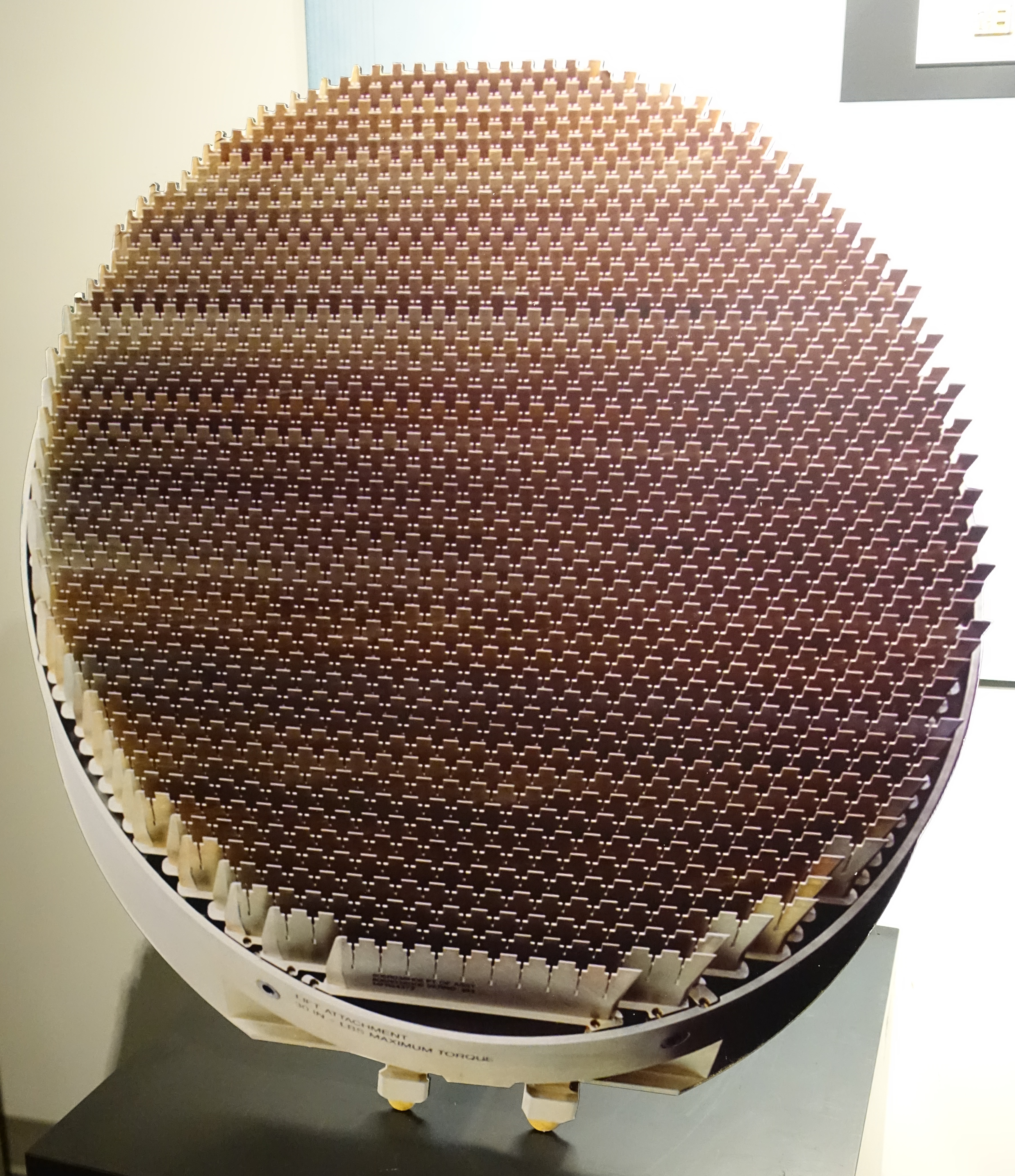
F-35 전투기의 AN/APG-81 AESA 레이더. 한국은 TR모듈 수를 AN/APG-81과 동일하게 만들려는 계획이다.

KFX AESA는 KF-21 보라매에 탑재되는 AESA 레이더로, 한국이 최초로 개발한 전투기 레이더다. KAI FA-50이나 T-50 골든이글은 KAI가 개발했으나 본격적인 다목적 전투기는 아니며 T-50 골든이글 훈련기의 파생형인 FA-50 파이팅 이글이 경전투기/경공격기로 개발되었다.

## 역사
2015년 ADD는 소자가 500개인 시험품으로 81km 거리의 8개의 표적을 탐지 및 식별하는데 성공했다. 2020년 한화시스템이 KFX 레이더의 추적거리 및 동시표적 수를 축소했다는 논란을 SBS가 보도했다. 보도에 따르면000km의 추적거리를 00km로 줄였다.
2019년 9월 26일, 군은 KFX 레이더의 다양한 활용처를 모색함을 밝혀 KFX 레이더의 개발 소식을 긍정적이게 보이게 해주었고, 2020년 여름에는 KFX 레이더의 성공 소식을 언론들이 보도했다.
2020년 8월에 시제품 제작이 완료될 것으로 여겨진다. 이번에 국산화에 성공한 AESA 레이더의 모듈은 일본 미쓰비시 F-2 전투기 AESA 레이더 보다 200개 이상 많은 1088개다. 1200개가 박힌 미국의 F-35 스텔스기와 대등한 수준이다. 정부 소식통에 따르면 2022년에 비행시험에 착수할 KFX에는 이번에 선보인 AESA 레이더보다 20%가 크고 모듈도 1088개에서 1200개로 늘어난 레이더를 장착할 계획이다. 이스라엘 EL/M-2052의 모듈이 1290개이다.

## 탐지거리
1sqm 기준으로 레이더 탐지거리는 137km 이상으로 알려졌다. 대한민국의 첫번째 항공기용 AESA 레이더라는 점을 감안하면 괜찮은 성능이지만 타 항공 선진국의 레이더 기술에 비하면 앞으로도 발전이 필요한 상황이라서 추후 더 개량될 가능성이 상당히 높다.

## 국산 AESA 개발 자문(해외 기술협력)
- 한국은 KFX 레이더 개발을 위해 이스라엘의 엘타 사와 기술협력 계약을 체결했다.[6] 이 때문에 한국의 자주적인 기술력보다는 이스라엘 국방 기술력에 치중해 의지한다는 논란이 있지만 실제로는 AESA에 들어가는 모든 부품과 소프트웨어는 전면 국산으로 개발이 진행되며 이스라엘이 도와주는 영역은 AESA 하드웨어 입증시제를 시험 평가하는 부분이다.
  - 이스라엘 엘타사의 테스트 설비에서 해당 업체 기자재를 사용하여 국산 AESA 하드웨어 시제를 테스트하였으며 이 과정에서 지상에서 시험하면서 주로 다양한 모드들과 능동주사배열안테나의 빔 송출과 빔 조향 기능, 신호 수신 기능을 연동하는 테스트 작업을 하며 지상 테스트와 실증 작업뿐만 아니라 실 기체 통합 전의 항공운용테스트까지 담당하였다.[7]
  - 이스라엘 엘타 사를 통해 운용 테스트를 진행하여 국회 국방위원회에서 2015년 11월 AESA 레이다 개발의 위험관리계획 수립 및 시행을 요구함에 따라 1, 2차에 걸쳐 개발 목표 달성 가능성 점검을 계획한 바 있으며 2017년 6월에는 1차 점검을 실시한 결과‘국내개발 지속 추진 가능’결과를 얻었고 2018년에는 최종확인을 위한 2차 점검도 수행하였다고 밝혔다.[8]

- 스웨덴의 사브 사 역시 KF-21 AESA 소프트웨어 개발 자문으로 참여한 것이 밝혀졌는데 이스라엘의 엘타 사와 동일하게 국산 AESA 독자개발 과정에서 AESA 개발과 관련한 노하우를 자문받고자 참여한 것이라고 한다.[9]

그 결과 한국은 FA-50 전투기에 이스라엘 엘타 EL/M-2032 기계식 레이더를 구매해 장착했지만 KF-21(KF-X)의 경우 AESA의 개발 가능성을 시험평가하고자 하드웨어 부분은 이스라엘에 자문한 것이며 소프트웨어 부분도 스웨덴의 사브 사에게 기술자문을 하고 있고 KF-21(KFX)에 들어가는 탑재 시제와 양산형 AESA는 순수한 독자개발로 장착된다.

## 같이 보기
- KF-21 보라매
- MFR 레이더
- 한국형 차기 구축함
- AESA